# Microrregión de Coelho Neto
La Microrregión de Coelho Neto es una de las  microrregiones del estado brasileño del Maranhão perteneciente a la Mesorregión del Este Maranhense. Su población fue estimada en 2006 por el IBGE en 77.962 habitantes y está dividida en cuatro municipios. Posee un área total de 3.606,822 km².

## Municipios
- Afonso Cunha
- Aldeias Altas
- Coelho Neto
- Duque Bacelar

- Datos: Q1923702